# Богатые тоже плачут (телесериал, 2022)
«Богатые тоже плачут» (исп. Los ricos también lloran) — мексиканский телесериал 2022 года производства продюсера Кармен Армендарис для телекомпании Televisa. Сериал основан на одноименной мексиканской теленовелле 1979 года и четвертая постановка франшизы «Fábrica de sueños». В главных ролях: Себастьян Рулли, Клаудия Мартин, Фабиола Гуахардо, Азела Робинсон, Алехандра Баррос и Виктор Гонсалес. Премьера состоялась 21 февраля и завершилась 13 мая 2022 года на канале Las Estrellas.

## Сюжет
Мариана — бедная молодая женщина, которая осталась одна в мире и должна найти свой путь в жизни. Когда она спасает жизнь Альберто Сальватьерры, в благодарность он берет её в свой дом, где она встречает Луиса Альберто Сальватьерру, и они глубоко влюбляются друг в друга. Чтобы продолжить свои отношения, Мариане придётся преодолеть препятствия социального класса, образования и травмы, находясь в окружении амбиций и предательств. Когда Мариана и Луис Альберто смогут реализовать свою любовь, жизнь преподнесёт им трагедию: похищение сына.

## В ролях

### Основной состав
- Себастьян Рулли — Луис Альберто Сальватьерра[9]
- Клаудия Мартин — Мариана Вильярреаль[10]
- Фабиола Гуахардо — Сорая Монтенегро[11]
- Азела Робинсон — Елена Суарес
- Алехандра Баррос — Даниэла Монтесинос
- Виктор Гонсалес — Леон Альфаро

### Вспомогательный состав
- Лорена Граневич — Бритни Шанталь Домингес
- Диего Кляйн — Сантьяго Инохоса
- Артуро Барба — Виктора Миллана
- Рубен Санс — Уриэля Лопеса
- Тали Гарсиа — Софии Мандухано
- Антонио Фортье — Фелипе Кастильо
- Хосе Луис Франко — командир Эдуардо Бесерра
- Мими Моралес — Гваделупе Моралес
- Марио Моран — Диего Фернандеса
- Мишель Хурадо — Патрисии Луны Кастильо
- Добрина Кристева — Сокорро «Коко» Буэндиа
- Паола Тойос — Матильды Велес
- Эрик Диас — Поло Эрнандеса
- Аксель Алькантара — Джони Домингеса
- Серхио Рейносо — Рамиро Домингеса
- Генри Закка — отец Гильермо
- Далила Поланко — Чабелы Перес
- Гильермо Гарсиа Канту — Альберто Сальватьерра